# Antoniuskapelle (Hitdorf)

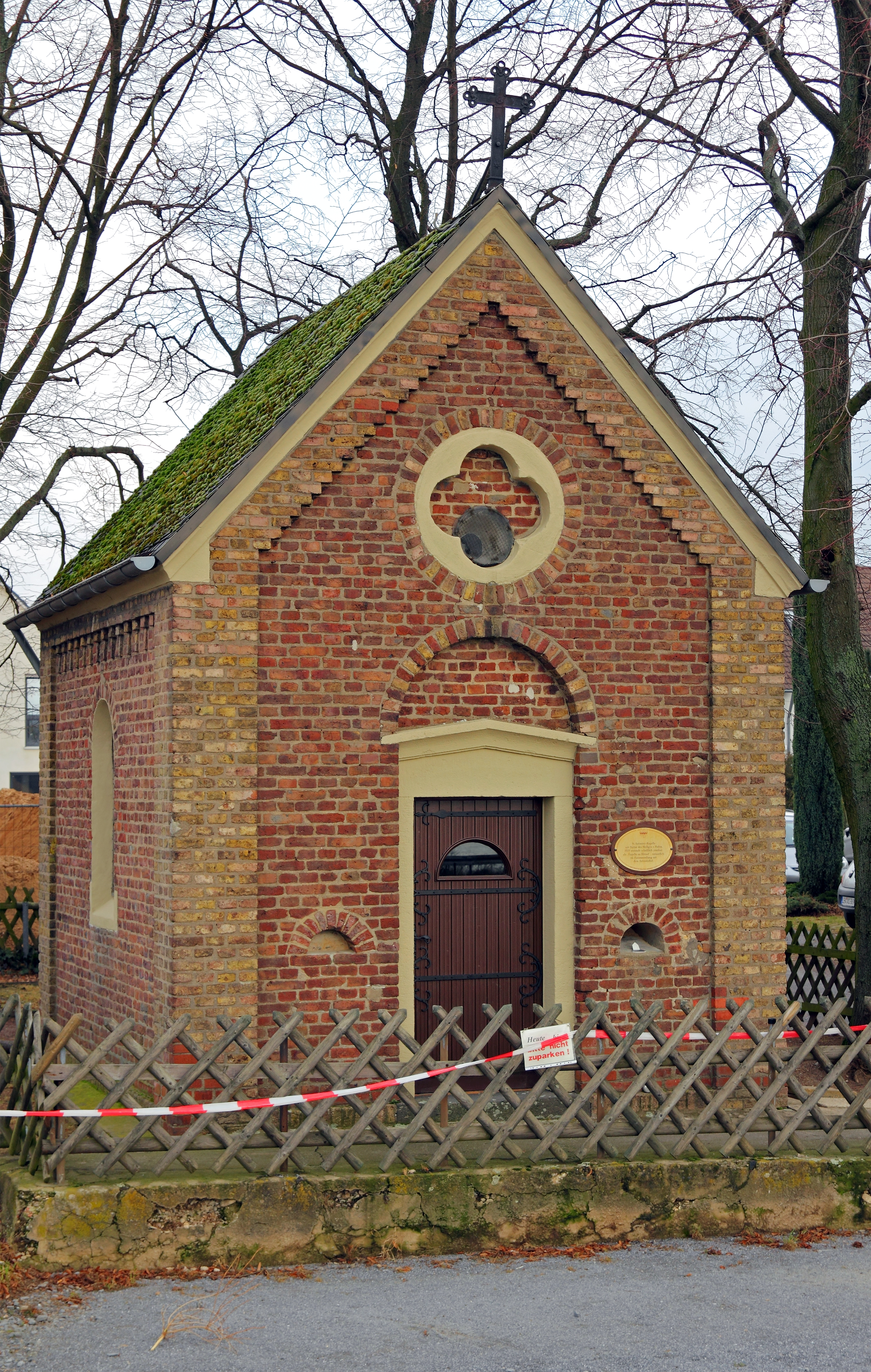
Antoniuskapelle

Die Kapelle St. Antonius ist ein katholisches Gotteshaus im Leverkusener Stadtteil Hitdorf. Sie gehört zur Pfarrgemeinde St. Stephanus und liegt in unmittelbarer Nähe des rechten Rheinufers im Nordwesten des Ortes.

## Geschichte
Der schlichte neoromanische Backsteinbau mit Halbrundapsis stammt aus dem 19. Jahrhundert. Sie wurde 1829 erstmals als „Capelle zu Hittorf“ erwähnt. 1976 wurde sie renoviert. Im Inneren befindet sich die Eichenholzfigur des heiligen Antonius von Padua aus der ersten Hälfte des 18. Jahrhunderts. Die Kapelle wurde am 19. Juli 1984 unter Denkmalschutz gestellt.